# Decreto Caivano

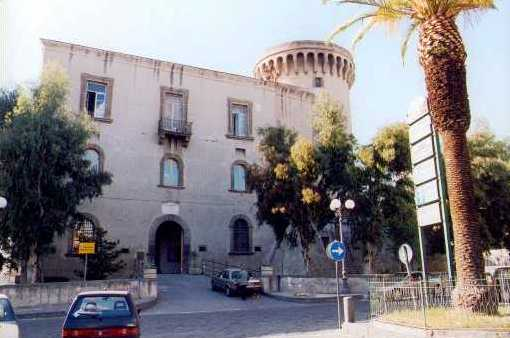
Caivano, in provincia di Napoli

Il Decreto Caivano (decreto-legge 15 settembre 2023, n. 123) è un decreto approvato per contrastare la criminalità giovanile ma anche l'abbandono scolastico. Si tratta di una misura per intervenire con urgenza sul fenomeno delle baby gang.
Tra le nuove disposizioni inserite nel decreto dedicato alle baby-gang vi è anche l’intervento del Questore che potrà disporre la convocazione del minorenne per l’avviso orale, così come l’ammonimento dei genitori per l’assenza di controllo sui figli.

## Motivo del nome
Il nome è preso dal comune di Caivano, dove è avvenuto lo stupro di due cugine di 10 e 12 anni del Parco Verde da parte di un gruppo di minorenni. Il Presidente del Consiglio Giorgia Meloni ha dichiarato "A Caivano abbiamo preso impegni precisi dopo l’ennesimo fatto di cronaca, che in questo caso riguarda dei minori”.

## Controversie
Lo scrittore e giornalista Roberto Saviano ha criticato il Decreto Caivano, riprendendo i recenti omicidi di tre ragazzi avvenuti nel comune di Napoli. Secondo il giornalista, che scrive dal Corriere della Sera, gli omicidi dimostrano il fallimento di questo decreto, in quanto aumentano la presenza di minori negli istituti penali per minorenni. Il motivo è la scarsa attitudine alla riabilitazione.

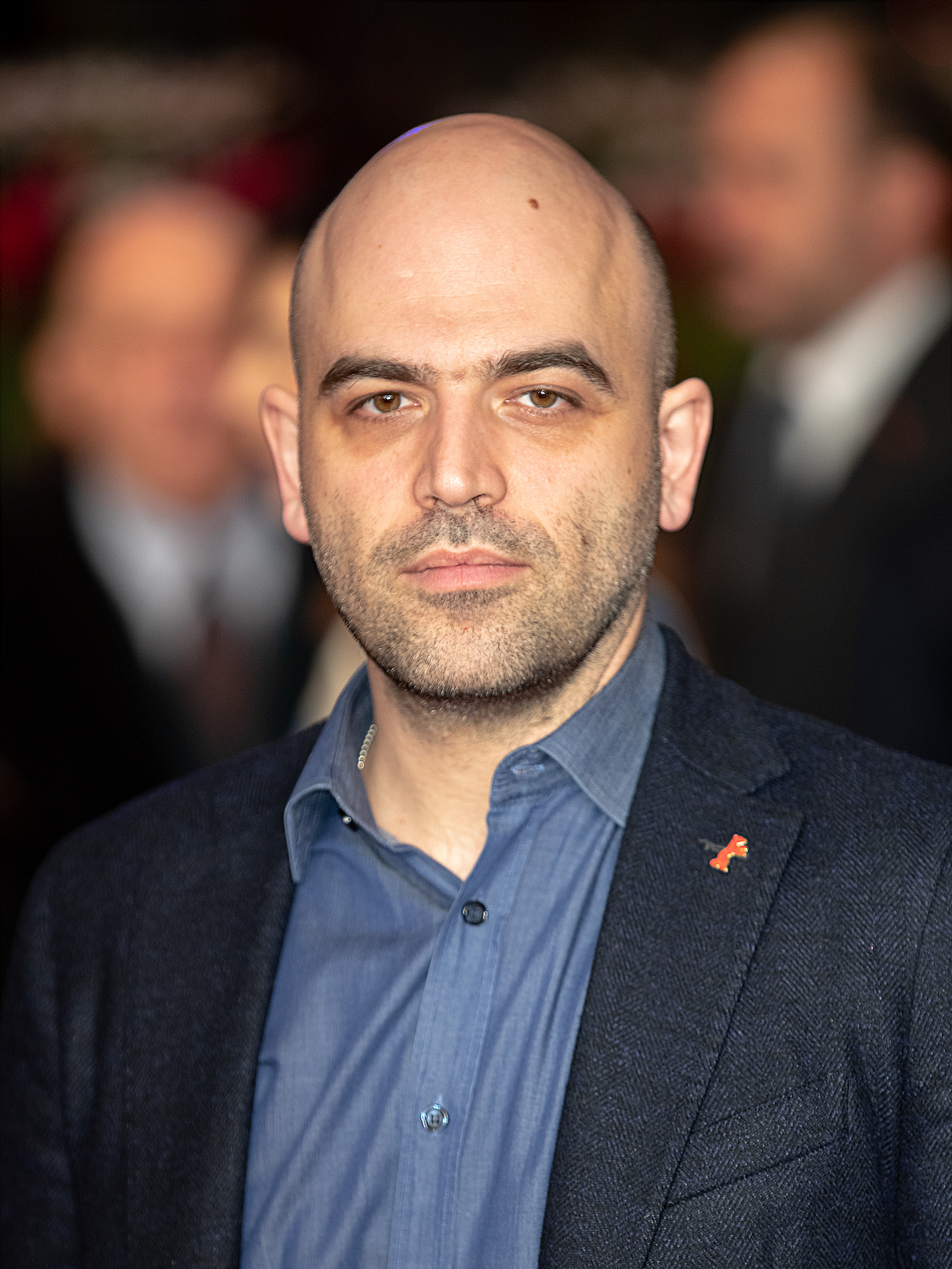
Roberto Saviano

Carla Garatti, autorità garante per l'infanzia e l'adolescenza, ha commentato il decreto sottolineando la sua problematica "carcerocentricità": "La vera emergenza non è quella di prevedere un maggior ricorso al carcere, ma quella di potenziare le strutture, sia carcerarie che comunitarie, per renderle luoghi di efficace e reale recupero dei minorenni. È necessario chiedersi, prima di tutto, quale debba essere il fine di un periodo di carcerazione, non limitarsi al mezzo".